# Église Saint-Pierre de Consac
Pour les articles homonymes, voir Église Saint-Pierre.
L'église Saint-Pierre est une église catholique située à Consac, en France.

## Localisation
L'église est située dans le département français de la Charente-Maritime, sur la commune de Consac.

## Protection
L'église Saint-Pierre est inscrite au titre des monuments historiques en 2003.